# Theo Bijlhout
Theo Bijlhout (21 oktober 1941 – 19 september 2023) was een Surinaams zanger en songwriter. Hij was een succesvol Engelstalig popzanger in de jaren 1960 en 1970. Sinds hij zich in 2001 bekeerde, stapte hij over op het zingen van gospelmuziek.

## Biografie
Theo Bijlhout begon zijn loopbaan als artiest in 1955 en werkte sinds circa 1963 als semi-professioneel zanger. Rond 1964 gaf hij een afscheidsvoorstelling, waarmee hij het doel had om zijn oversteek naar Europa te financieren. De voorstelling flopte echter, waardoor hij zijn muziekloopbaan in Suriname voortzette. Samen met Iris Felixdaal en Lord Gamby maakte hij deel uit van de Surinaamse delegatie tijdens het Caraïbisch Fesitval.
Hij groeide uit tot een van de vooraanstaande zangers van Suriname. Hij had geen vaste begeleidingsband, maar liet zich begeleiden door een combo van musici die ook met andere zangers optraden. Eind jaren zestig werd hij vaak begeleid door The Falling Stones. Hij was voor optredens in Guyana, Trinidad, Barbados, Antigua, Sint Vincent en Rio de Janeiro, en werd als een Surinaamse superster onthaald, toen hij in 1968 voor een concert in Curaçao was. Hij werd in die tijd wel Mr. T.B. genoemd door zijn fans. Sinds circa 1970 woonde hij een jaar of vijf in de Verenigde Staten.
Hij schreef ook zelf liedjes, waarvan zijn eerste plaat Just say it flopte en de opvolger It's wonderful to be back home een succes werd. In december 1972 bracht hij een lied uit waarin hij de Surinaamse onafhankelijkheid bezong, getiteld Set my Surinam free. Hij vond dat Suriname het voorbeeld van andere onafhankelijke landen in de regio zou moeten volgen. In de tweede helft van 1975 was hij terug in Suriname en gaf hij een reeks optredens in Torarica.
In 2001 bekeerde hij zich en ging hij over op het zingen van gospelmuziek. Bijlhout was tot op hoge leeftijd actief in de muziek. Zijn zoon Bryan B is eveneens een succesvol zanger.
Hij overleed op 81-jarige leeftijd.